# ريكاردو خوسيه رودريغيز
ريكاردو خوسيه رودريغيز (بالإسبانية: Ricardo José Rodríguez)‏ هو مجدف أرجنتيني، ولد في 4 يناير 1952.

## وصلات خارجية
- ريكاردو خوسيه رودريغيز على موقع الاتحاد الدولي للتجديف (الإنجليزية)
- ريكاردو خوسيه رودريغيز على موقع أوليمبيديا (الإنجليزية)